# Section d'enquête et de contrôle
Pour les articles homonymes, voir SEC.
Cet article court présente un sujet plus développé dans : Collaboration policière sous le régime de Vichy.
La section d'enquête et de contrôle ou SEC est le nom de l'entité vichyiste qui succéda à la Police aux questions juives à partir de juillet 1942 (arrêté du 5 juillet 1942). Cette évolution fut demandée et obtenue par René Bousquet qui nomme directeur M. Admirand